# Parasemia roseipennis
Parasemia roseipennis là một loài bướm đêm thuộc phân họ Arctiinae, họ Erebidae.